# 和田昭男
和田 昭男（わだ あきお、1934年1月19日 - ）は、日本の経営者。イズミヤ社長、会長を務めた。

## 経歴
大阪府出身。1956年に関西学院大学経済学部を卒業し、1958年にいずみや(現在のイズミヤ)に入社。1960年4月に取締役に就任し、1970年4月に常務、1973年4月に監査役、1974年4月に取締役を経て、1991年12月には社長に就任。1998年6月から会長を務めた。